# 田中裕也
田中 裕也（たなか ひろや、1952年9月30日 - ）は、日本の実測家、建築学博士である。北海道稚内市出身。主な研究分野はアントニ・ガウディ。
1978年から、スペインの現地にてガウディの建築物の実測と建築図面の作成を続けている。バルセロナ在住。

## 略歴
- 1952年　北海道稚内市生まれ
- 1971年　広池学園麓澤瑞浪高等学校卒
- 1975年　国士舘大学工学部建築学科卒
- 1978年　バルセロナに渡り、ガウディ建築の実測を開始する
- 1991年　カタルーニャ工科大学バルセロナ建築学科大学院卒
- 1992年　カタルニア工科大学バルセロナ建築学部より、建築家工学博士号を取得
- 1998年　スペイン国政府の主催する東京ビッグサイトでのガウディ展示会の案内役としてスペイン政府による招待で日本帰省
- 2004年　北海道江別市にスズラン・ボベダ[1]を計画施工
- 2005年　スペイン王子賞芸術候補
- 2006年　スペイン王子賞社会科学候補
- 2007年　アルブレ広場オープン、メキシコのトルーカ市でモニュメント設置
- 2009年　府中市の北山幼稚園計画開始。
- 2012年　府中市の北山幼稚園計画完成。
- 2013年　北海道札幌市、ギャラリー創で「田中裕也展」、JIA全国大会で講演会
- 2014年　埼玉県上尾市に「田中裕也建築研究所」を開設
- 2015年　バルセロナ建築士協会にて田中裕也作図展示会(7月）
- 2015年　東京都銀座、渋谷画廊にて田中裕也作図展示講演会(8月）
- 2015年　東京都渋谷、YEBISU CINEMAにて田中裕也トークショー(12月）
- 2016年　愛知県常滑市、INAXライブミュージアム10周年特別展『つくるガウディ －実測で読み解く』(11月～3月)

## 受賞歴
- 2015年　公館長賞　(Barcelona)
- 2016年　第10回ガウディ・グレソール賞　(Reus)
- 2018年　平成29年度　アカデミア賞（国際部門、全国日本学士会）

## 著書
- 田中裕也、山本伸生撮影『ガウディの建築実測図面集』彰国社、1986年5月1日。ISBN 978-4395110599。 NCID BA59129715。
- 田中裕也、Juan Bassegoda Nonell、他『アントニオ・ガウディとその師弟たち』鹿島出版会〈SD 8809 第288号〉、1988年9月1日。
- 田中裕也『Gaudi y la Mesura』Gaudi Club、1991年。
- 田中裕也、藤井友樹(撮影）『ガウディの独り言』京都書院〈京都書院アーツコレクション164〉、1998年9月1日。ISBN 978-4763616647。 NCID BA37299176。
- 田中裕也、藤井友樹(撮影）、谷口登茂子(イラスト）『ガウディの独り言』アートダイジェスト〈ADコレクションシリーズ〉、2001年6月1日。ISBN 978-4900455634。 NCID BA53331575。
- 田中裕也『実測図で読むガウディの建築』彰国社、2012年3月1日。ISBN 978-4395008995。 NCID BB08797960。
- 田中裕也『ガウディ・コード―ドラゴンの瞳』ドレミファ、2013年4月1日。ISBN 978-4860955663。 NCID BB08797960。

## 出演
- グッと!地球便 146 スペイン・バルセロナ 2011年4月24日（讀賣テレビ放送）
- グッと!地球便 610 スペイン・バルセロナ 2021年6月13日（讀賣テレビ放送）